# Ptychopseustis schmitzi
Ptychopseustis schmitzi is een vlinder van de familie van de grasmotten (Crambidae), uit de onderfamilie van de Glaphyriinae. De wetenschappelijke naam van deze soort is voor het eerst voorgesteld door Wolfram Mey in een publicatie uit 2011.
De soort komt voor in Namibië.